# Levent Ülgen
Levent Ülgen, född 8 augusti 1962 (63 åг) i Konya, en turkisk skådespelare.
Ülgen spelar bland annat Kadir i TV-serien ”En Son Babalar Duyar”.

## Filmografi
- 2002 – En Son Babalar Duyar (TV-serie)